# Фёдоровка (Вознесенский район)
Фёдоровка (укр. Федорівка) — село в Веселиновском районе Николаевской области Украины.
Население по переписи 2001 года составляло 342 человек. Почтовый индекс — 57050. Телефонный код — 5163. Занимает площадь 0,905 км².

## Местный совет
57050, Николаевская область, Веселиновский р-н, с. Ставки, ул. Степная, 12